# Entre Brenne y Montmorillonnais
La Entre Brenne y Montmorillonnais es una carrera ciclista profesional de un día que se realiza en el mes mayo (en julio hasta 2018) en los departamentos de Indre y Vienne en Francia.
La carrera fue creada en el año 2011 como competencia de categoría nacional y desde 2019 pasó a formar parte del circuito UCI Europe Tour bajo categoría 1.2.

## Palmarés
| Año                                | Ganador              | Segundo              | Tercero              |
| Tour du Canton de Saint-Savin      |                      |                      |                      |
| ---------------------------------- | -------------------- | -------------------- | -------------------- |
| 2011                               | Pierre Drancourt     | Blaise Sonnery       | Maxime Pinel         |
| 2012                               | Jérémy Fabio         | Anthony Thomas       | Steven Garcin        |
| À travers le Pays Montmorillonnais |                      |                      |                      |
| 2013                               | Yannick Martinez     | Pierre Moncorgé      | Steven Tronet        |
| 2014                               | Alo Jakin            | Yoann Barbas         | Pierre Lebreton      |
| 2015                               | Jérémy Cabot         | Flavien Maurelet     | Nicola Toffali       |
| Entre Brenne et Montmorillonnais   |                      |                      |                      |
| 2016                               | Silver Mäoma         | Damien Touzé         | Gwénnaël Tallonneau  |
| 2017                               | edición no realizada | edición no realizada | edición no realizada |
| 2018                               | Geoffrey Bouchard    | Adrien Guillonnet    | Taruia Krainer       |
| 2019                               | Alberto Dainese      | Žiga Jerman          | Matthew Walls        |

## Palmarés por países
| País    | Victorias |
| ------- | --------- |
| Francia | 4         |
| Estonia | 2         |
| Italia  | 1         |